# ليلى الأطرش
ليلى الأطرش، (1948 - 17 أكتوبر 2021) روائية فلسطينية أردنية ترجمت روايتها وقصصها القصيرة إلى عدة لغات من بينها الإنجليزية والفرنسية والإيطالية والكورية والألمانية والعبرية وتُدرّس بعضها في جامعات أردنية وعربية وفرنسية وأمريكية.
كرّست ليلى الأطرش كتاباتها للدفاع عن قضايا إنسانية واجتماعية، ورصدت معاناة المرأة العربية ومن خلال أعمالها الروائية التسعة وأعمالها الأدبية الأخرى، ومقالاتها، وتحقيقاتها الصحفية وبرامجها التلفزيونية، وأخيرا الكتابة للمسرح. دعت كمحررة للموقع الإلكتروني «حوار القلم» إلى نبذ التطرف والعنف الاجتماعي والفكري، ونشر قيم التسامح والتعايش وعدم التمييز الجنوسي، كما رصدت معاناة المرأة العربية في أوطانها، وكسرت العديد من التابوهات بطرحها قضايا اجتماعية خلافية. ومن خلال موقعها كرئيسة لمركز «القلم الأردني»، المتفرع عن المنظمة العالمية المعروفة بهذا الاسم للدفاع عن حرية التعبير، تعمل على تغيير الصورة النمطية عن العرب والمسلمين بين كتاب العالم عبر الموقع الإلكتروني حوار القلم للتقارب بين الثقافات، والتعريف بالكتاب والمفكرين والمترجمين العرب، مع التركيز على حرية الرأي والفكر، مع التصدي للتطاول على المسلمات الدينية
أسهمت في إطلاق مشروع «مكتبة الأسرة» «والقراءة للجميع» في الأردن 2007 وكانت مسؤولة الإعلام والناطق الرسمي باسمه. اختارها تقرير التنمية الإنسانية العربية الرابع عن نهوض المرأة الكاتبات ممن تركن أثرا واضحا في المجتمع، واختارتها مجلة «سيدتي» الصادرة بالإنجليزية عام 2008 كواحدة من أنجح 60 امرأة في العالم العربي. كما اختارتها جامعة آل البيت، ثم جامعة عمان الأهلية وحركة «شباب نحو التغيير» كشخصية العام الثقافية في الأعوام 2009- 2010-2011.
شاركت في برنامج الكاتب المقيم في جامعة أيوا الأميركية 2008، لفصل دراسي كامل، كما حاضرت في جامعة شاتام في بنسلفانيا، ونورث وست في شيكاغو، ومانشستر البريطانية، وجامعة ليون الثانية الفرنسية. ومنحت نوط الشجاعة الأمريكي. ترجمت بعض رواياتها وقصصها القصيرة ومقالاتها إلى 9 من اللغات الأجنبية، وقرر بعضها في جامعات أردنية وعربية وأمريكية، وقدمت عنها رسائل جامعية عديدة في بلدان عربية وفي إيران والصين والهند وباكستان. أسهمت في إعداد ملف الأردن في معجم الكاتبات النسويات الصادر بالفرنسية عن اليونسكو 2013. حولت بعض أعمالها الأدبية إلى مسلسلات إذاعية، ونالت برامحها الأدبية والاجتماعية جوائز في مهرجانات الإذاعة والتلفزيون.

## النشأة والمسيرة
ولدت ليلى الأطرش في بيت ساحور وحازت على الإجازة في الحقوق ودبلوم في اللغة الفرنسية.

## أعمالها

### رواية
- وتشرق غربا، 1988
- امرأة للفصول الخمسة، 1990
- يوم عادي وقصص أخرى، 1991
- ليلتان وظل امرأة، 1996
- صهيل المسافات، 2000 القاهرة، 3 آلاف نسخة ومكتبة الأسرة 5 آلاف نسخة، 2008
- مرافئ الوهم، – طبعتان- الآداب بيروت وأوغاريت فلسطين، 2005
- الأعمال الكاملة أمانة عمان، 2006
- رغبات.. ذاك الخريف، التفرغ الإبداعي الأردني، 2009
- أبناء الريح، الأهلية للنشر والتوزيع، 2012
- ترانيم الغواية. منشورات ضفاف 2015
- لا تشبه ذاتها 2019[5]

### مسرحيات
- أوراق للحب 2011[6]

- البوابة 5 2015 [7]

- زرقاء اليمامة 2018 (مسرحية أطفال) [8]

- في ظلال الحب 2019 [9]

### مذكرات
- نساء على المفارق، (مذكرات شخصية) بيروت، 2009

## الجوائز والتقدير
- جائزة الدولة التقديرية في الآداب في فلسطين 2017 [10]
- اُختيرت روايتها «ترانيم الغواية» ضمن اللائحة الطويلة لجائزة البوكر العربي عام 2016.
- اختيرت ضمن قلة من الكاتبات اللواتي أثّرن في مجتمعاتهن، تقرير التنمية الإنسانية العربية الرابع[4]
- واحدة من أنجح 60 امرأة في العالم العربي، سيدتي (النسخة الإنجليزية)، ديسمبر 2008[4]
- جائزة الدولة التقديرية في الآداب في الأردن 2014.
- جائزة «جوردن أوورد» كأحسن روائية أردنية عن «رغبات ذاك الخريف» 2010.
- منحة التفرغ الإبداعي الأردني 2008.
- الجائزة الذهبية عن إعداد وتقديم الفيلم التسجيلي "اليهود المغاربة" في مهرجان القاهرة، والجوائز الفضية عن إعداد وتقديم البرنامج التسجيلي "عرار شاعر ثائر" في مهرجان دول الخليج العربية في البحرين، وعن إعداد وتقديم "بقعة ضوء" عميد الأدب العربي طه حسين، وهي حلقة من برنامج "فكر وفن" في مهرجان دمشق.